# Hello, Dolly! (película)
Hello, Dolly! es una película musical estadounidense de 1969, basada en el musical de Broadway Hello, Dolly!. Gene Kelly dirigió y produjo el guion de Ernest Lehman. El reparto incluye a Barbra Streisand, Walter Matthau, Michael Crawford, Tommy Tune, Fritz Feld y Louis Armstrong, que llegaría al número uno de las listas con la canción principal de la película.

## Producción
Originalmente, Carol Channing quien había protagonizado la versión en Broadway era la opción más lógica, pero después de su participación en Millie al director y productores les pareció exagerada y falta de talento y voz, entonces Gene Kelly pensó en Judy Garland. Su primera película había sido con ella y tenían varias juntos.
La película pudo haber sido protagonizada por Judy Garland, pero por sus problemas de salud los productores no querían arriesgarse a que parara la producción como en otras películas; Gene Kelly, decepcionado de no poder ayudar a su amiga, tuvo que desechar la idea y Garland moriría más tarde. 

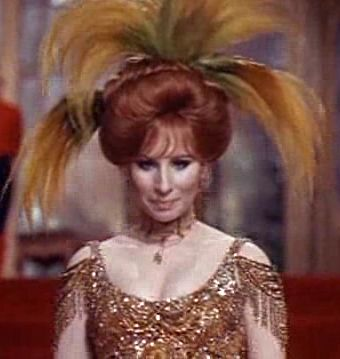
B. Streisand en el personaje de Dolly.

Después de intentarlo con Garland, trataron con Ethel Merman, quien rechazó el papel, y con Mary Martin, que no llegó para cuando se le había requerido y fue apartada del proyecto. Bette Davis rechazó el papel al igual que Julie Andrews.
Finalmente fue escogida Barbra Streisand, que acababa de ganar un Oscar en su debut cinematográfico con Funny Girl y tenía un contrato con la productora de la película que la obligaba a protagonizar otros dos musicales. Barbra Streisand tenía entonces 27 años y a pesar de su ya consagrado estrellato, era por entonces una recién llegada al mundo del cine. 

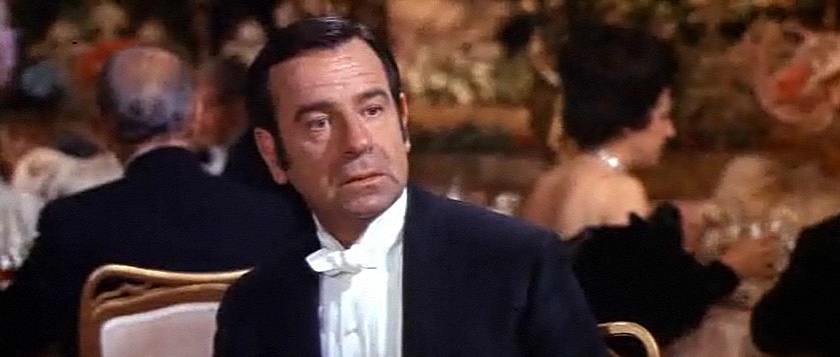
W. Matthau en el papel de Horace.

El papel estaba escrito para una mujer con más años, y el actor que había de representar el protagonista masculino, Walter Matthau, había sido escogido con esa perspectiva. Probablemente Streisand no contó con muchas simpatías en el set de filmación, ya fuese por su reciente éxito en Funny Girl o por las diferencias generacionales con el director y con Matthau. Los conflictos durante la filmación se airearon y la prensa del corazón hizo su agosto, pero a pesar de ello la película fue un rotundo éxito comercial en su época, que ha continuado reportando grandes beneficios en las ventas en formato vídeo y aún es considerada uno de los últimos grandes musicales de Hollywood.

## Sinopsis
Una casamentera, Dolly Levi, hace un viaje a Yonkers, Nueva York, para conocer al adinerado soltero, Horace Vandergelder, que solicita sus servicios. Considera que en su casa falta un toque femenino. Mientras está con él, Dolly lo convence a él, a sus dos empleados, a la sobrina de Horace y a su pretendiente para ir a Nueva York. En Nueva York ella empareja a los empleados de Vandergelder con la mujer —y a su asistente— que él ha estado cortejando con la ayuda de Dolly (quien secretamente tiene planes de boda con Horace Vandergelder). Finalmente Horace termina sucumbiendo a los encantos de Dolly y le declara su amor.

## Reparto
● Barbra Streisand como Dolly Levi
● Michael Crawford como Cornelius Hackl (Cornelio en España)
● Danny Lockin como Barnaby Tucker (Barnabé en España)
● Walter Matthau como Horace Vandergelden (Horacio en España)
● Marianne McAndrew como Irene Molloy
● Joyce Ames como Ermengarde Valdergelden (Ermengarda en España)
● Tommy Tune como Ambrose Kemper (Ambrosio en España)
● E.J. Peaker como Minnie Fay
● Judy Knaiz como Gussie Granger (Ernestina Simple en España)
● Louis Armstrong como el líder de la orquesta

## Posteridad

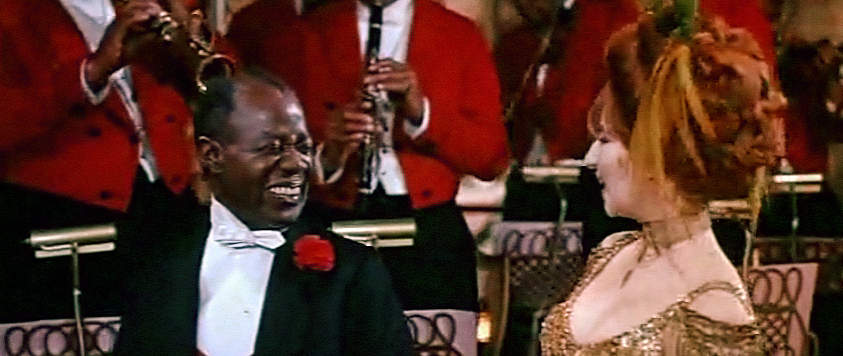
Louis Armstrong y B. Streisand.

A lo largo de su carrera, Barbra Streisand nunca ha incluido canciones de la película en sus escasas giras. Solo una vez cantó alguna canción de Hello, Dolly!: fue en un espectáculo en Las Vegas, poco después del estreno de la película. 
En el 2009 se dijo que se repondría la obra en Broadway, y el papel le fue ofrecido a Barbra Streisand para su regreso al teatro y, aunque en ese momento ella ya tenía la edad necesaria, su respuesta fue un rotundo no. En una entrevista en la que le preguntaron cuál había sido su experiencia en el filme, la describió de desagradable y uno de los papeles que más insatisfecha la habían dejado. A pesar de ello, se le sigue asociando al papel a tal extremo que la mayoría de las intérpretes que lo abordan en el teatro la toman como punto de referencia obligado.
Aparecen menciones a la película en el largometraje animado WALL·E (Disney, Pixar), donde el robot WALL·E mira partes del filme y graba las canciones para escucharlas mientras trabaja.

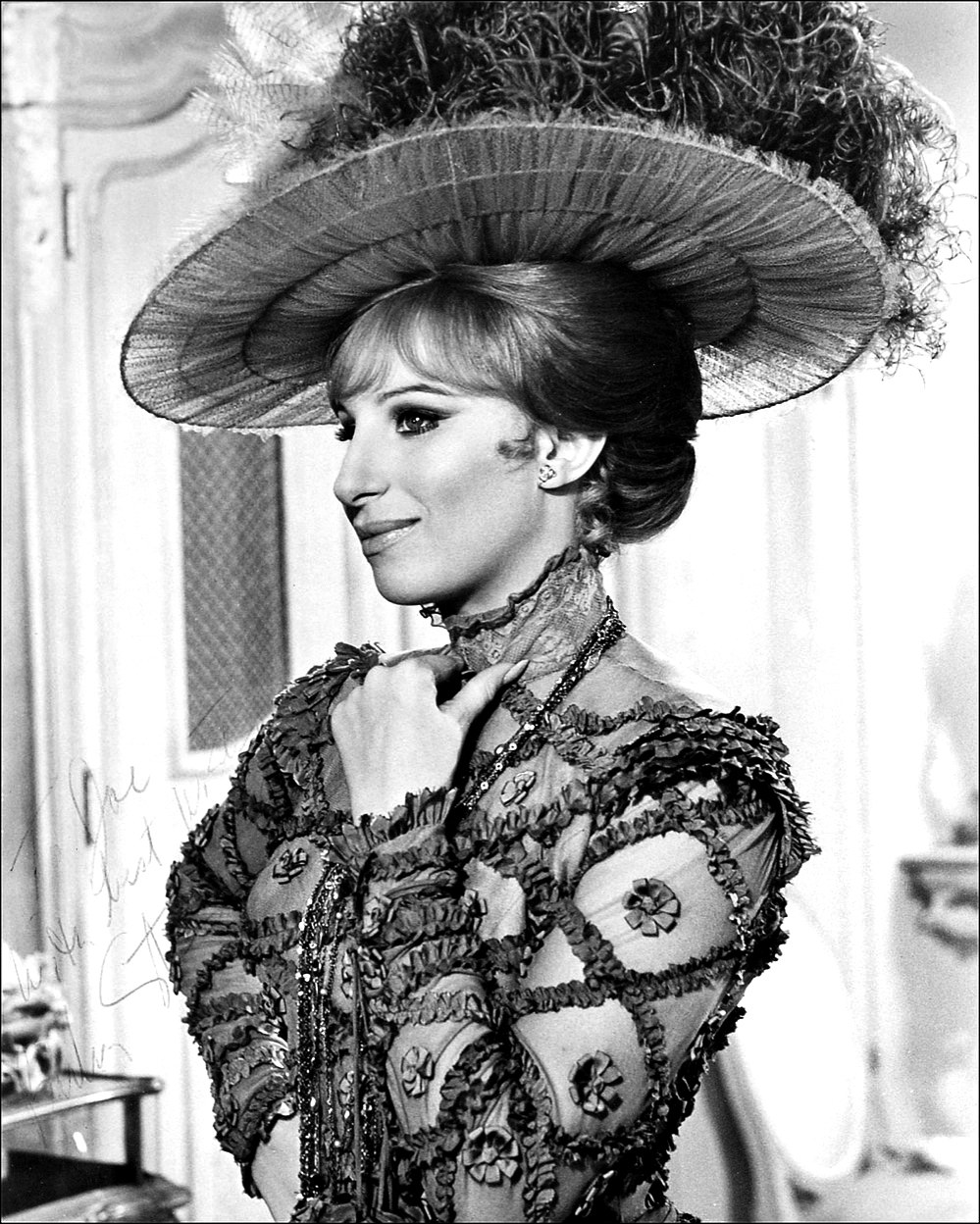
B. Streisand en una foto publicitaria, autografiada, de la película

## Números musicales
- "Call On Dolly"
- "Just Leave Everything To Me"
- "Main Titles"
- "It Takes a Woman"
- "It Takes a Woman (Reprise)"
- "Put on Your Sunday Clothes"
- "Ribbons Down My Back"
- "Dancing"
- "Before the Parade Passes By"
- "Intermission"
- "Elegance"
- "Love Is Only Love"
- "Hello, Dolly"
- "It Only Takes a Moment"
- "So Long, Dearie"
- "Finale"
- "End Credits"

## Premios

### Premios Óscar 1969
| Categoría                            | Ganadores y nomidados                                                                          | Resultado |
| ------------------------------------ | ---------------------------------------------------------------------------------------------- | --------- |
| Oscar a la mejor película            |                                                                                                | Candidata |
| Oscar a la mejor adaptación musical  | Lennie Hayton Lionel Newman                                                                    | Ganadores |
| Oscar a la mejor fotografía          | Harry Stradling                                                                                | Candidato |
| Oscar al mejor diseño de vestuario   | Irene Sharaff                                                                                  | Candidata |
| Oscar a la mejor dirección artística | John DeCuir Jack Martin Smith Herman Blumenthal Walter M. Scott George Hopkins Raphael Bretton | Ganadores |
| Oscar al mejor montaje               | William Reynolds                                                                               | Candidato |
| Oscar al mejor sonido                | Jack Solomon Murray Spivack                                                                    | Ganadores |

### Globos de Oro
| Año  | Categoría                                            | Nomidados                                            | Resultado |
| ---- | ---------------------------------------------------- | ---------------------------------------------------- | --------- |
| 1970 | Globo de Oro a la mejor película - Comedia o musical | Globo de Oro a la mejor película - Comedia o musical | Candidata |
| 1970 | Globo de Oro al mejor director                       | Gene Kelly                                           | Candidato |
| 1970 | Globo de Oro a la mejor actriz - Comedia o musical   | Barbra Streisand                                     | Candidata |
| 1970 | Globo de Oro a la mejor actriz de reparto            | Marianne McAndrew                                    | Candidata |
| 1970 | Globo de Oro a la nueva estrella del año - Actriz    | Marianne McAndrew                                    | Candidata |

### Premios BAFTA
| Año  | Categoría                           | Nomidados           | Resultado |
| ---- | ----------------------------------- | ------------------- | --------- |
| 1969 | BAFTA a la mejor actriz             | Barbra Streisand    | Candidata |
| 1969 | BAFTA a la mejor fotografía         | Harry Stradling Sr. | Candidato |
| 1969 | BAFTA al mejor diseño de producción | John DeCuir         | Candidata |